# Coloborhynchus
Coloborhynchus is een geslacht van pterosauriërs behorend tot de Pterodactyloidea dat tijdens het Vroeg-Krijt leefde. Het is zeer omstreden welke soorten er tot het geslacht behoren.

## Naamgeving
Nergens ter wereld zijn zoveel pterosauriërbotten opgegraven als in de Cambridge Greensand. De hoge kwantiteit van de vondsten gaat echter gepaard aan een lage kwaliteit: de aardlaag bevat geen hele skeletten maar slechts fragmenten, die meestal niet diagnostisch zijn. Over het algemeen kan van de botschilfers niet meer gezegd worden dan dat ze ooit aan een pterosauriër hebben toebehoord, zonder dat ze ons een aanwijzing geven van hoe die eruitzag of om welke soort het eigenlijk gaat. In de negentiende eeuw, toen het aantal bekende pterosauriërs beperkt was, maar het contrast met de vaak perfect bewaard gebleven Duitse vondsten schrijnend, leidde deze situatie ertoe dat de gefrustreerde Engelse paleontologen vaak op grond van de meest schamele resten geslachten begonnen te benoemen.

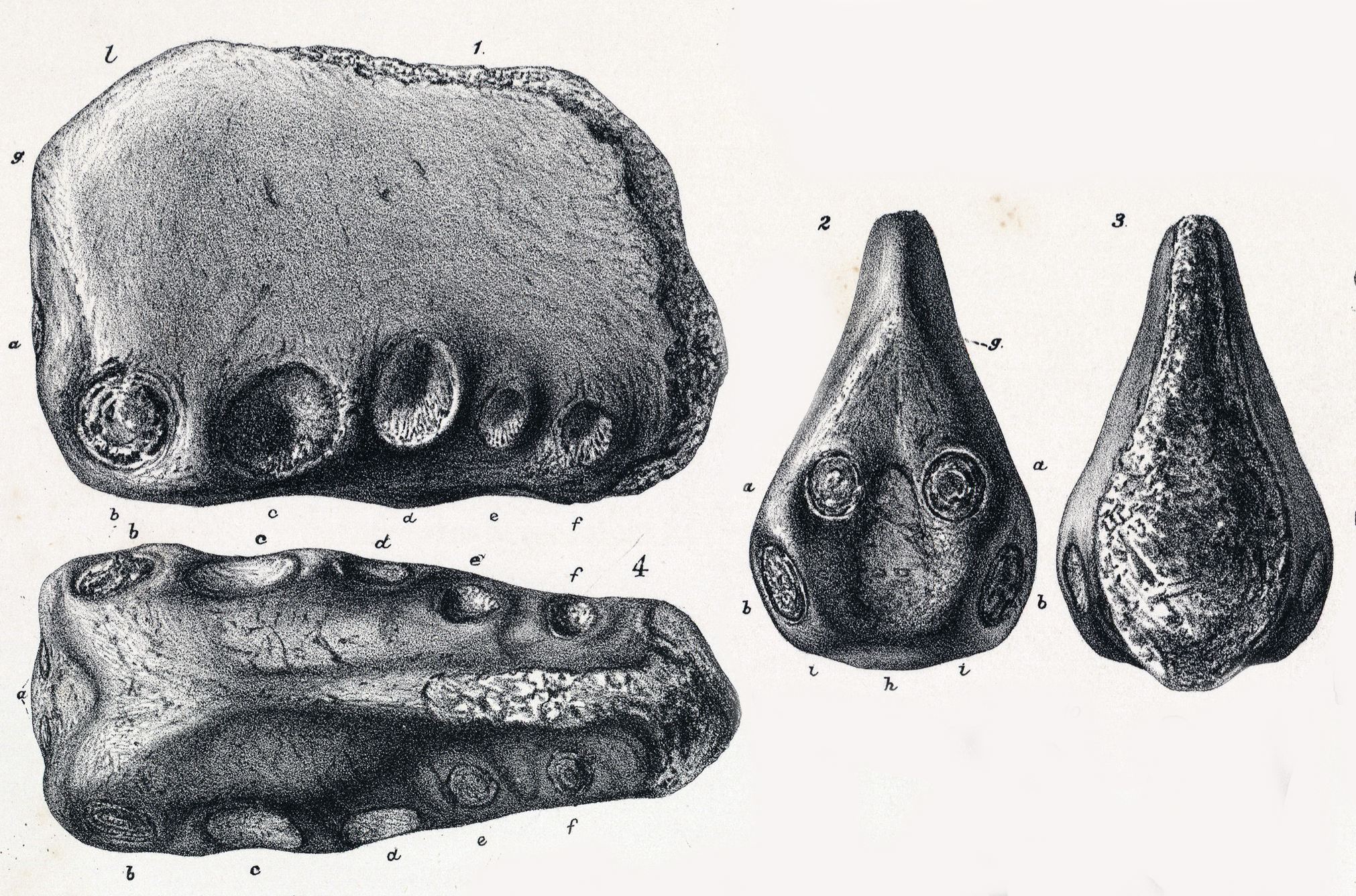
BMNH 1822

In 1869 schiep Harry Govier Seeley voor een aantal vormen de naam Ornithocheirus. Deze naam werd echter niet aanvaard door Richard Owen, die meende dat Seeley ten onrechte twee typen op één hoop gegooid had. In 1874 benoemde hij het ene type als Criorhynchus en voor het andere benoemde hij de typesoort Coloborhynchus clavirostris. De geslachtsnaam betekent 'geschonden bek' in het Klassiek Grieks, de soortaanduiding 'sleutelsnuit' in het Latijn, een verwijzing naar de vorm in dwarsdoorsnede. Het fossiel, holotype BMNH 1822, gevonden in de Hasting Sands bij St. Leonard's-on-Sea, bestaat zoals de naam al aangeeft uit een beschadigd stuk hoge snuit, dat door de inwerking van water gladgeslepen maar ook geërodeerd is. De status van apart geslacht rechtvaardigde Owen door te wijzen op de speciale positie van de twee voorste tanden (per kaak en dus per helft), waarvan de grotere tandkassen veel hoger op de kaak lagen dan de achterliggende tandenrij. Twee andere al door Seeley benoemde soorten, Ornithocheirus cuvieri (eerder Pterodactylus cuvieri, Bowerbank 1851, holotype BMNH 39409) en Ornithocheirus sedgwickii (eerder Pterodactylus sedgwickii, Owen 1859), werden door Owen ook aan Coloborhynchus toegekend, dus als C. cuvieri en C. sedgwickii. De vormen stammen uit het Berriasien tot het Valanginien.
In 1914 echter, concludeerde Reginald Walter Hooley dat de vermeende hogere positie van de twee tandkassen een artefact was, veroorzaakt door de erosie, die ze verder naar boven uitgesleten had. Hij beschouwde Coloborhynchus als een jonger synoniem van Criorhynchus. Tachtig jaar lang kreeg het fossiel daarom geen enkele aandacht in de literatuur; men nam meestal aan dat het tot Ornithocheirus behoorde.
Dat veranderde in 1994 toen Yuong-Nam Lee een in 1992 in de Paw Pawformatie uit het Albien van Texas opgegraven stuk snuit het holotype (SMU 73058) maakte van de soort Coloborhynchus wadleighi. De soortaanduiding eert Chris Wadleigh, de man die het fossiel vond. De identificatie met Coloborhynchus was gebaseerd op Lees conclusie dat beide vormen een middenkam op de snuit hadden en het volgen van David Unwins analyse uit 1991 dat bij C. clavirostris de voorste drie tanden in feite meer naar beneden uitstaken, net als nu bij C. wadleighi het geval bleek, en dat juist dit een voldoende reden was het geslacht te onderscheiden.

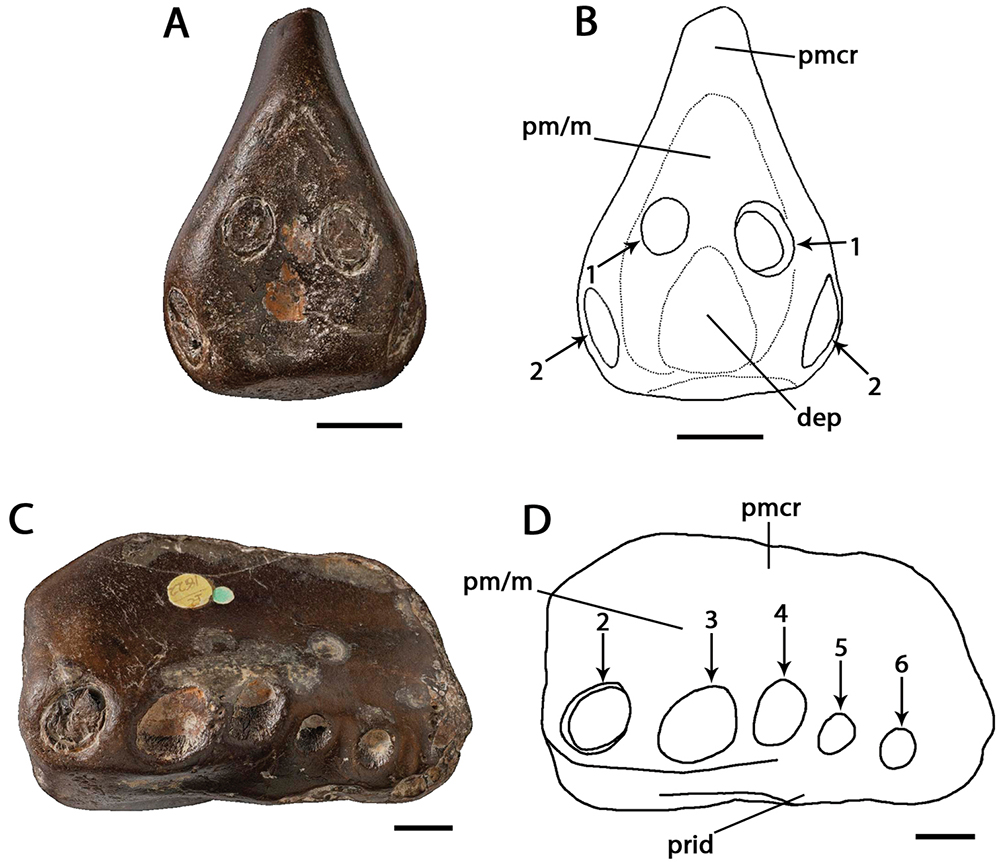
Een foto van het holotype

Het doen herleven van het genus Coloborhynchus leidde tot grote taxonomische problemen. In Brazilië en elders waren in de tussentijd verschillende vermoedelijk nauw aan Coloborhynchus verwante soorten ontdekt, die meestal waren samengevoegd in het geslacht Anhanguera. Als men die niet ook, geheel of gedeeltelijk, bij Coloborhynchus wilde onderbrengen, moest men aantonen dat ze allemaal nauwer aan elkaar dan aan Coloborhynchus verwant waren. Door de schamelheid van het holotype van Coloborhynchus was dat echter zeer lastig: er konden te weinig kenmerken vastgesteld worden om een betrouwbaar resultaat te krijgen uit een exacte cladistische analyse. Het toepassen van de traditionele vergelijkende methode met die weinige eigenschappen alleen zou echter tot de conclusie leidden dat sommige soorten van Anhanguera hernoemd moesten worden tot Coloborhynchus, omdat ze, wellicht toevallig, net in die kenmerken overeenkwamen. Een geslacht heeft in de huidige biologie namelijk twee functies: de naam van een groep en deel van de naam van een soort. Als 'Anhanguera' alleen een groepsnaam was, zou men kunnen volstaan met het onderscheiden van een subgroep 'Coloborhynchus' — maar nu het mede een unieke determinatie geeft van een soort, zouden er soortnamen veranderd moeten gaan worden.

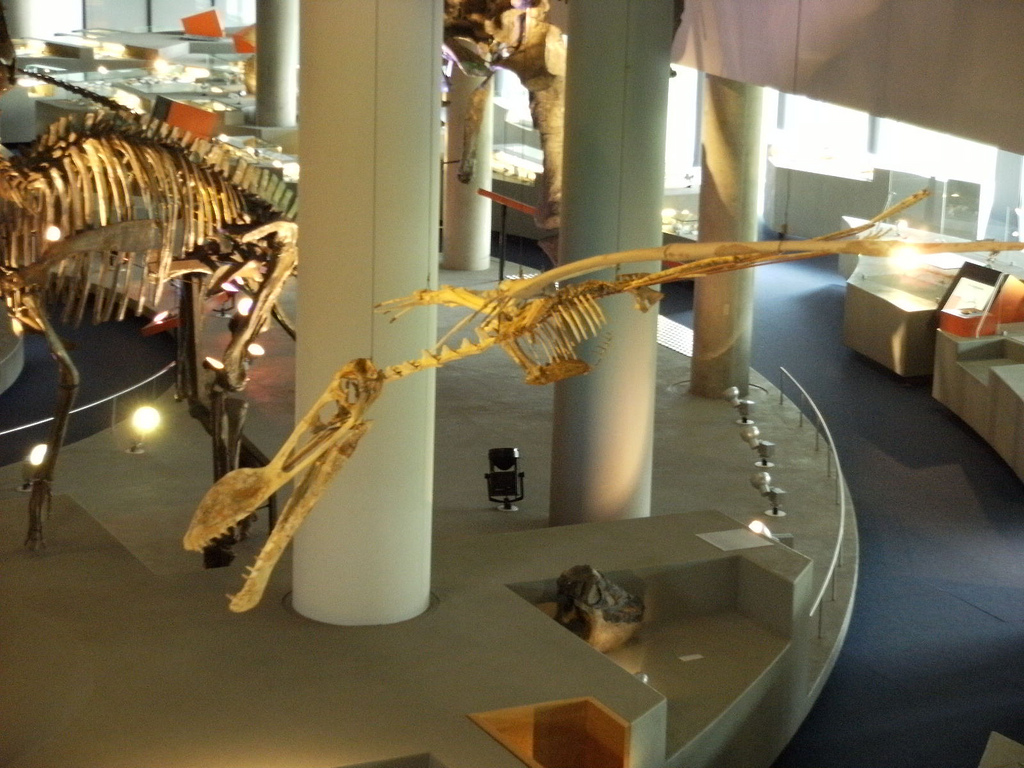
Coloborhynchus spielbergi

Vanaf 2000 begonnen sommige onderzoekers soorten om te zetten in Coloborhynchus: Unwin hernoemde dat jaar de vroeger meestal als nomen dubium beschouwde Ornithocheirus capito in C. capito. Het volgende jaar werd Siroccopteryx moroccensis door Unwin tot C. moroccensis hernoemd en Michael Fastnacht veranderde Anhanguera robustus (eerder Tropeognathus robustus Wellnhofer 1987) in C. robustus. In 2003 benoemde André Veldmeijer een in 1992 in de vorm van nog te prepareren kalknodules door Naturalis aangekocht fossiel als C. spielbergi (holotype RGM 401 880) — de soortnaam eert Steven Spielberg. In het benoemende artikel werd Anhanguera araripensis (eerder Santanadactylus araripensis Wellnhofer 1985) genoemd als C. araripensis en Anhanguera piscator als C. piscator.
De Braziliaanse school rond Alexander Kellner aanvaardde de nieuwe namen echter niet. Men bleef de eerdere aanduidingen gebruiken, daarin meestal gevolgd door de Chinese onderzoekers, en duidde C. spielbergi in 2006 zelfs aan met Anhanguera spielbergi; in 2009 kwam Kellner met de naam Uktenadactylus voor C. wadleighi.
Deze bijzonder lastige situatie probeert men nu te verhelderen door beter onderzoek. De Braziliaanse paleontologe Taissa Rodrigues is in 2007 tot de conclusie gekomen dat C. clavirostris en C. wadleighi inderdaad samen een aparte clade vormen op grond van de vergrote tandenparen voor in de kaken, de naar boven versmallende kam en de rechthoekig verbredende bovenkaken. Ze ziet Anhanguera als een apart genus maar heeft, door het nog ontbreken van een exacte kladistische analyse, niet kunnen aangeven of kenmerken die bepaalde soorten van Anhanguera met C. clavirostris delen toch duiden op een nauwere verwantschap. Nieuw materiaal dat de afgelopen jaren in Engeland gevonden is, zou misschien opheldering kunnen brengen. In 2015 werd een snuitpunt gevonden in de Wessexformatie van Wight, daterend uit het Barremien en dus jonger dan eerdere vondsten, toegewezen aan een Coloborhynchus sp.
In 2018 benoemden Megan L. Jacobs, David M. Martill, Nizar Ibrahim, Nick Longrich een Coloborhynchus fluviferox op basis van specimen FSAC-KK 10701, een stuk snuit uit de Kem Kem-lagen van Marokko. De soortaanduiding is een combinatie van het Latijn fluvius, 'rivier', en ferox, 'woest', als verwijzing naar het afgezet zijn van de lagen door snelstromende rivieren. In 2020 werd een geslacht Nicorhynchus benoemd met een N. capito en een N. fluviferox.

### Soortenlijst
- Coloborhynchus clavirostris Owen, 1874, typesoort
- Coloborhynchus cuvieri (Bowerbank, 1851) Owen 1874 = Ornithocheirus cuvieri (Newton, 1888) = Pterodactylus cuvieri Bowerbank, 1851, = Cimoliopterus cuvieri
- Coloborhynchus sedgwicki (Owen 1859) Owen 1874 = Ornithocheirus sedgwicki (Newton, 1888) = Pterodactylus sedgwickii Owen, 1859, = Aerodraco sedgwickii
- Coloborhynchus wadleighi Lee, 1994, = Uktenadactylus wadleighi Kellner 2009
- Coloborhynchus capito (Seeley, 1870) Unwin 2000 = Ornithocheirus capito Seeley, 1870 = "Ptenodactylus capito" Seeley, 1869, = Nicorhynchus Holgado & Pêgas, 2020
- Coloborhynchus moroccensis (Mader & Kellner, 1999) Unwin 2001 = Siroccopteryx Mader & Kellner 1999
- Coloborhynchus robustus (Wellnhofer, 1987) Fastnacht 2001= Tropeognathus robustus Wellnhofer, 1987, nomen dubium
- Coloborhynchus spielbergi Veldmeijer, 2003, = Maaradactylus spielbergi Jacobs, Martill, Ibrahim, & Longrich 2018
- Coloborhynchus araripensis (Wellnhofer, 1985) Veldmeijer 2003 = Santanadactylus araripensis Wellnhofer, 1985, nomen dubium
- Coloborhynchus piscator (Kellner & Tomida, 2000) Veldmeijer 2003 = Anhanguera piscator Kellner & Tomida, 2000
- Coloborhynchus ligabuei (Dalla Vecchia, 1993) Steel 2005 = Cearadactylus ligabuei Dalla Vecchia, 1993, = Anhanguera ligabuei Unwin 2002
- Coloborhynchus fluviferox Jacobs, Martill, Ibrahim & Longrich, 2018, = Nicorhynchus fluviferox Holgado & Pêgas, 2020

## Beschrijving
Door de onzekerheid welke soorten nu precies tot Coloborhynchus behoren, is het lastig een beschrijving te geven van het geslacht. Het gaat in ieder geval om vrij grote vormen — C. spielbergi heeft een spanwijdte van zes meter en Unwin wees in 2011 specimen NHMUK R481 aan C. capito toe met een geschatte spanwijdte van zeven meter, wat het tot de grootste pterosauriër met tanden zou maken — met een lange snuit waarop vooraan een kam. De voorste tanden zijn verlengd om de grijpfunctie te verbeteren. De soorten moeten goede zwevers geweest zijn die, vermoedelijk boven zee of meren, leefden van de visvangst.
In 2018 werden twee autapomorfieën, unieke afgeleide eigenschappen, bepaald voor het geslacht. De zijranden van de snuit bewegen zich in bovenaanzicht naar achteren naar elkaar toe van de positie van het derde tandenpaar af tot minstens de positie van het zevende tandenpaar. De voorrand van de snuitkam op de middenlijn is bol in zijaanzicht.

## Fylogenie
Behalve de interne, zijn ook de externe verwantschappen van Coloborhynchus omstreden. Hij wordt door de school rond Unwin meestal in de Ornithocheiridae ondergebracht, door de Braziliaanse school in de Anhangueridae. In 2019 benoemde die laatste een aparte Coloborhynchinae.
Een analyse uit 2020 leverde het volgende kladogram op.
|  | Siroccopteryx |
|  |               |
|  | Tropeognathus |
|  |               |

|  | Mythunga   |
|  |            |
|  | Ferrodraco |
|  |            |

|  | Siroccopteryx |
|  |               |
|  | Tropeognathus |
|  |               |

|  | Mythunga   |
|  |            |
|  | Ferrodraco |
|  |            |

|  | Coloborhynchus                                                  |
|  |                                                                 |
|  | \| \| Nicorhynchus \| \| \| \| \| \| Uktenadactylus \| \| \| \| |
|  |                                                                 |
|  | Nicorhynchus                                                    |
|  |                                                                 |
|  | Uktenadactylus                                                  |
|  |                                                                 |

|  | Nicorhynchus   |
|  |                |
|  | Uktenadactylus |
|  |                |

|  | Coloborhynchus                                                  |
|  |                                                                 |
|  | \| \| Nicorhynchus \| \| \| \| \| \| Uktenadactylus \| \| \| \| |
|  |                                                                 |
|  | Nicorhynchus                                                    |
|  |                                                                 |
|  | Uktenadactylus                                                  |
|  |                                                                 |

|  | Nicorhynchus   |
|  |                |
|  | Uktenadactylus |
|  |                |

|  | Caulkicephalus |
|  |                |
|  | Guidraco       |
|  |                |
|  | Ludodactylus   |
|  |                |

|  | Liaoningopterus                                                 |
|  |                                                                 |
|  | \| \| Cearadactylus \| \| \| \| \| \| Maaradactylus \| \| \| \| |
|  |                                                                 |
|  | Anhanguera                                                      |
|  |                                                                 |
|  | Cearadactylus                                                   |
|  |                                                                 |
|  | Maaradactylus                                                   |
|  |                                                                 |

|  | Cearadactylus |
|  |               |
|  | Maaradactylus |
|  |               |

|  | Caulkicephalus |
|  |                |
|  | Guidraco       |
|  |                |
|  | Ludodactylus   |
|  |                |

|  | Liaoningopterus                                                 |
|  |                                                                 |
|  | \| \| Cearadactylus \| \| \| \| \| \| Maaradactylus \| \| \| \| |
|  |                                                                 |
|  | Anhanguera                                                      |
|  |                                                                 |
|  | Cearadactylus                                                   |
|  |                                                                 |
|  | Maaradactylus                                                   |
|  |                                                                 |

|  | Cearadactylus |
|  |               |
|  | Maaradactylus |
|  |               |

|  | Siroccopteryx |
|  |               |
|  | Tropeognathus |
|  |               |

|  | Mythunga   |
|  |            |
|  | Ferrodraco |
|  |            |

|  | Siroccopteryx |
|  |               |
|  | Tropeognathus |
|  |               |

|  | Mythunga   |
|  |            |
|  | Ferrodraco |
|  |            |

|  | Coloborhynchus                                                  |
|  |                                                                 |
|  | \| \| Nicorhynchus \| \| \| \| \| \| Uktenadactylus \| \| \| \| |
|  |                                                                 |
|  | Nicorhynchus                                                    |
|  |                                                                 |
|  | Uktenadactylus                                                  |
|  |                                                                 |

|  | Nicorhynchus   |
|  |                |
|  | Uktenadactylus |
|  |                |

|  | Coloborhynchus                                                  |
|  |                                                                 |
|  | \| \| Nicorhynchus \| \| \| \| \| \| Uktenadactylus \| \| \| \| |
|  |                                                                 |
|  | Nicorhynchus                                                    |
|  |                                                                 |
|  | Uktenadactylus                                                  |
|  |                                                                 |

|  | Nicorhynchus   |
|  |                |
|  | Uktenadactylus |
|  |                |

|  | Caulkicephalus |
|  |                |
|  | Guidraco       |
|  |                |
|  | Ludodactylus   |
|  |                |

|  | Liaoningopterus                                                 |
|  |                                                                 |
|  | \| \| Cearadactylus \| \| \| \| \| \| Maaradactylus \| \| \| \| |
|  |                                                                 |
|  | Anhanguera                                                      |
|  |                                                                 |
|  | Cearadactylus                                                   |
|  |                                                                 |
|  | Maaradactylus                                                   |
|  |                                                                 |

|  | Cearadactylus |
|  |               |
|  | Maaradactylus |
|  |               |

|  | Caulkicephalus |
|  |                |
|  | Guidraco       |
|  |                |
|  | Ludodactylus   |
|  |                |

|  | Liaoningopterus                                                 |
|  |                                                                 |
|  | \| \| Cearadactylus \| \| \| \| \| \| Maaradactylus \| \| \| \| |
|  |                                                                 |
|  | Anhanguera                                                      |
|  |                                                                 |
|  | Cearadactylus                                                   |
|  |                                                                 |
|  | Maaradactylus                                                   |
|  |                                                                 |

|  | Cearadactylus |
|  |               |
|  | Maaradactylus |
|  |               |